# Yoshihiro Tajiri
Yoshihiro Tajiri (田尻 義博, Tajiri Yoshihiro, nascido em 29 de Setembro de 1970), é um lutador profissional japonês, que atualmente trabalha para a MLW. Ele também é conhecido por suas aparições nas promoções americanas ECW e WWE e nas promoções japonesas NJPW e NOAH.

## Carreira na luta profissional

### Primeiros anos (1993–1998)
Tajiri originalmente queria tornar-se um kickboxer e treinou em kickboxing, mas depois de ver inúmeros combates de wrestling noMexico, e ele entrou no ginásio de wrestling do Animal Hamaguchi e mais tarde ganhou o seu torneio de combates de teste. Ele estreou-se profissionalmente em 1994 para Michinoku Pro Wrestling e derrotou Akihiro Yonekawa e também lutou para Wrestle Association-R. Em 16 de Outubro 1994 Tajiri estreou-se na IWA Japan com o seu nome real. Em 1996 ele juntou-se à promoção Consejo Mundial de Lucha Libre.
Em 1996 ele deixou a CMLL e juntou-se à promoção de hardcore wrestling Big Japan Pro Wrestling em Tóquio. Ele estreou-se na BJW com o nome de Aquarius e derrotou o Unicorn no seu combate. Em 19 July 1996 ele derrotou o Dr. Wagner Jr pelo CMLL World Light Heavyweight Championship e perdeu contra ele no dia 27 de Julho. Em 23 de Julho de 1997 Tajiri fez uma equipa com Ryuji Yamakawa para ganhar os desocupados BJW Tag Team Championship e perderam para o Gedo e o Jado em 22 de dezembro. A equipa iria recuperar os títulos onze dias depois e mais tarde e perdê-los para Shadow Winger e o Shadow WX. Ele derrotou Gedo para tornar-se o primeiro BJW Junior Heavyweight Champion mais tarde tiraram-lhe o titulo, quando ele deixou a empresa. Tajiri participou nna Best Of The Super Juniors IV e ele ganhou três combates e perdeu três combates ficando apenas com três pontos e ele não conseguiu passar para a próxima fase. Tajiri fez várias aparições para a World Wrestling Federation com o nome de Yoshihiro Tajiri, no começo ele foi derrotado pelos The Godwinns (Henry O. Godwinn & Phineas I. Godwinn) com o Ken Paterson. Na WWF Monday Night Raw em Julho de 1997 ele foi contra o Taka Michinoku, quem a WWF estava empurrar como a sua estrela de ascensão na na divisão Light Heavyweight naquele tempo. Ele também foi derrotado pleo Brian Christopher e Michinoku outra vez. A sua última aparição foi num combate de equipas com Brian Christopher contra o Scott Taylor e o Taka Michinoku. Tajiri voltou a juntar-se à CMLL em 1997 até 1999 ele assinou um contrato com a Extreme Championship Wrestling.

### Extreme Championship Wrestling (1998–2001)

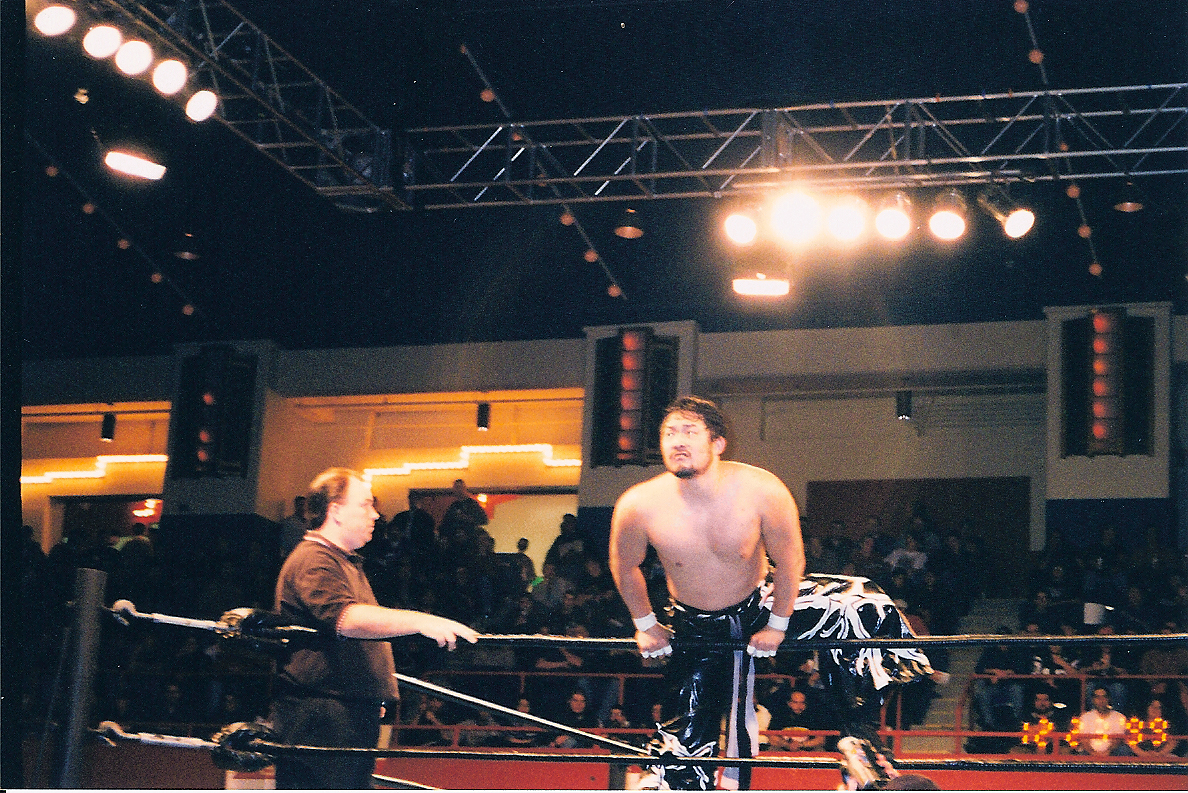
Tajiri na ECW em 1999

Enquanto que ele lutava no México no final de 1998, Tajiri foi descoberto pelo dono da Extreme Championship Wrestling Paul Heyman, que convidou-o para lutar para a ECW nos Estados Unidos. Ele estreou-se em Dezembro de 1998, vestido com troncos azuis e brancos tradicionais com uma insígnia do sol nascente do Japão, e ele teve uma vitória sobre Antifaz Del Norte. O combate foi bem recebido pelos fãs presentes na arena da ECW, que deu muitas ovações durante um combate.Uma das rivalidades mais conhecidas de Tajiri estava com Super Crazy que combateu para fora num monte de anéis de wrestling, em muitas promoções de wrestling nos Estados Unidos e em todo o mundo. As suas outras rivalidades individuais mais notáveis incluem Little Guido, Tommy Dreamer, Taz e Jerry Lynn. Em 1999, Tajiri começou a emitar o The Great Muta, que foi um dos heróis de luta de Tajiri enquanto que ele estava crescer. Seus troncos de luta livre foram substituídos com largas "calças de ninja" e ele começou a cuspir tinta verde para a cara dos seus inimigos. Ele alinhou-se com Steve Corino, que promoteu-lhe ensiná-lo a maneira americana e ajudá-lo a integrar-se na cultura dos Estados Unidos. Com a notoriedade de Tajiri a aumentar, ele recebeu uma chance pelo ECW World Heavyweight Championship contra o Taz na ECW Heat Wave 1999 e no episódio da ECW na TNN e falhou ao capturar os títulos na duas ocasiões. Em 2000, ele recebeu uma segunda chance pelo título contra o Justin Credible e perdeu outra vez. A relação de Tajiri com Corino, eventualmente, floresceu num relacionamento com Cyrus e os The Network. Durante este tempo, Tajiri foi contra Super Crazy pelo ECW World Television Championship num combate de Deathmatch japonês. E ele perdeu, mas ganhou o título de volta num combate de três pessoas envolvendo o Super Crazy e o Little Guido. Pouco depois de tornar-se campeão, Tajiri foi perguntado por Cyrus para abandonar o titulo para os The Network, de modo a que pudessem atribuir o título para Rhino. Tajiri recusou-se a abandonar o titulo, e foi-se embora dos The Network, tornando-se um dos bom no processo. A sua primeira defesa do título terminou num empate contra Tommy Dreamer. Ele perdeu o título para o Rhino em 22 de abril a sua vingança veio no dia 6 de maio, mas foi incapaz de recuperar o título. Tajiri, então, formou uma equipa com Mikey Whipwreck, conhecida como The Unholy Alliance, e eles eram geridos por O Ministro sinistro. Eles entraram no torneio pelos ECW World Tag Team Champions e venceram o torneio em geral e, portanto, ganharam os desocupados ECW World Tag Team Championship. A equipa então começou a rivalizar com os The Full Blooded Italians e perderam os ECW World Tag Team Champions a um dia depois de ganharem os titulos, eles não conseguiram recapturá-los na ECW Anarchy Rulz 2000 e novamente na ECW November To Remember 2000. Pouco depois da sua aliança com Whipwreck, Tajiri começou a fazer palhaçadas divertidas no ringue, em conctato rígido com os adversários, e vinhetas de comédia nos bastidores, o que fez dele um dos lutadores mais populares com os fãs da ECW. Tajiri permaneceu leal a ECW até que a empresa fechou em abril de 2001. Ele participou nos dois espétaculos finais da ECW, em 12 de Janeiro, onde ele obteve uma vitória sobre Super Crazy, e em 13 de janeiro de 2001, quando perdeu para Super Crazy.

### Circuito Independente (2000–2001)
Com negócio de televisão da ECW ser cancelado em outubro de 2000 ECW teve que fazer cortes maciços e significaria que Tajiri iria lutar para a empresa cada vez menos e começou ao começar a lutar no circuito independente de luta livre americana e mexicana. Na IWA Puerto Rico onde Tajiri fez equipa com Super Crazy contra Andy Anderson & Vyzago pelos IWA Puerto Rico Tag Team Championship e também entraram num conbabte de convite pelo IWA Puerto Rico Hardcore Championship e perdeu os dois combates. Tajiri teve múltiplos combates pelo CZW Heavyweight Championship, o seu primeiro foi contra Justice Pain e perdeu para ele duas vezes e acabou por vencer Nick Berk para tornar-se CZW Heavyweight Championship em 28 de Fevereiro de 2001, mas perdeu o título na mesma noite para Zandig , isso fez Tajiri o reinado mais curto em conjunto com Nick Berk e John Zandig. Tajiri derrotou Low Ki na Impact Championship Wrestling.

### World Wrestling Federation/Entertainment

#### Aparências iniciais (2001–2002)
Logo após o encerramento da ECW, Tajiri foi contratado pela World Wrestling Federation. Tajiri estreou-se no 24 de maio de 2001 no episódio da  SmackDown!  Como um dos bons e foi dada a personalidade de assistente ao Comissário da WWF William Regal. Com a ajuda de Regal, Tajiri fez a sua estréia no ringue contra Bater num combate de quallificação para a King of the Ring de 2001 e Tajiri ganhou, mais tarde ele foi eliminado por Rhyno. Tajiri ganhou seu primeiro campeonato na WWF ao derrotar X-Pac pelo WWF Light Heavyweight Championship num episódio da Raw is War. X-Pac capturou rapidamente o WCW Cruiserweight Championship na SummerSlam 2001 Tajiri perdeu num combate de unificação do título, portanto, teve de retirar-se o WWF Light Heavyweight Championship. Tajiri rapidamente saltar para trás quando ele começou um relacionamento na tela com Torrie Wilson e derrotou Chris Kanyon pelo WCW United States Championship. No entanto, Tajiri perdeu o título para Rhyno logo depois na Unforgiven em setembro. Após Regal tornar-se mau ao juntar-se aos The Alliance, Tajiri rivalizou com ele todo fim do ano de 2001.

#### Campeão de Pesos-médios(2002–2004)
Tajiri ganhou o seu primeiro titulo na WWE o WCW Cruiserweight Championship em 22 de outubro de 2001 na Raw. O título tornou-se o WWF Cruiserweight Championship quando a WWF derrotou os The Alliance na Survivor Series 2001 em 18 de Novembro e substituiram o Light Heavyweight Championship WWF. WWF foi renomeada para World Wrestling Entertainment, e a lista foi dividida em duas "marcas" a Raw e a SmackDown!. Tajiri, junto com Torrie Wilson, foram para a SmackDown!, tornando o WWE Cruiserweight Championship um título exclusivo da Smackdown. Tajiri perdeu o título para Billy Kidman num episódio na Smackdown! Ele derrotou Kidman na Backlash mais uma vez e ganhou o WWE Cruiserweight Championship novamente apenas 19 dias após perdê-lo. Ele tornou-se mau forçando a Torry Wilson a vestir-se como um gueisha contra a sua vontade e Tajiri perdeu o WWE Cruiserweight Championship para o The Hurricane num combate de ameaça tripla entre os dois e Billy Kidman. Wilson finalmente abandonou-o durante um combate pelo WWE Crusierweight Championship contra The Hurricane, ela fez isso por fazer stripping em cima de uma mesa durante o combate o que causou Tajiri a ser contado para fora e mais tarde juntou forças com o seu rival, Maven. Mais tarde, como árbitro convidado especial, Tajiri começou a tornar-se bom depois de ser traído por Jamie Noble após Noble encontrar Tajiri a tocar na sua namorada, Nidia. Isso levou a vários combates pelo WWE Cruiserweight Championship entre os dois combates, incluindo na No Mercy 2002 e na Rebellion 2002. Ele também participou na seu primeira Royal Rumble Match na de Royal Rumble 2003. Tajiri deixou a divisão Cruiserweight e mudou-se para a divisão de equipas onde formou várias equipas, muitos das quais são algumas comicas, que incluiu Rey Mysterio, Funaki e Rikishi.Cinco dias antes da Judgment Day, Chavo rasgou o seu bíceps, forçando Eddie Guerrero a procurar outro parceiro. Ele escolheu Tajiri. Eles ganharam os WWE Tag Team Championship, Guerrero pela segunda vez e Tajiri pela primeira vez na Judgment Day, eles derrotaram a Team Angle num combate de escadote. Na semana seguinte, Guerrero e Tajiri conseguiu manter os seus títulos por batota. Além disso, eles também derrotaram Roddy Piper e seu protegido Sean O'Haire no Madison Square Garden. Depois de Guerrero e Tajiri perderem os títulos para a Team Angle no 3 de julho no episódio da SmackDown!, Guerrero traiu Tajiri, jugando-o para o pára-brisas de seu low-rider. Na próxima Smackdown! Guerrero disse que fez isso porque durante o combate Tajiri tinha acidentalmente atingido o seu Low-rider. Tajiri marcou o seu retorno à divisão Cruiserweight ao ir contra o campeão Rey Mysterio e depois de perder por cuspir tinta verde nos olhos do Mysterio, transformando-o em mau mais uma vez. Em 23 de setembro, Tajiri venceu Rey Mysterio pelo WWE Cruiserweight Championship, o que seria o seu terceiro e último reinado. Tajiri iria defender com sucesso o titulo num combate vingaança contra Mysterio na No Mercy 2003 depois de Akio e Sakoda, mais tarde conhecido como "Kyo Dai", interferirem no combate. Tajiri contudo, perdeu o titulo 93 dias depois contra Mysterio na SmackDown. Tajiri manteve sua perssoa de mau ao cuspir tinta negra nos olhos da Nidia e cegá-la (Nidia and Noble eram ambos bons nessa altura.) Noble e Tajiri começou uma rivalidade, que rapidamente terminou após Noble ter traído a sua namorada cega e voltou a ser mau mais uma vez. Kyo Dai seria rapidamente separados de Tajiri e, eventualmente, separaram-se depois Tajiri recusar a proposta dos escritores da WWE retratando os Kyo Dai como gangsters japoneses, Tajiri temia que poderia irritar os verdadeiros japonês Yakuza se eles vissem a personalidade como um insulto. Na WrestleMania XX, Tajiri participou num combate cruiserweight aberta pelo WWE Cruiserweight Championship que foi ganha pelo campeão reinante Chavo Guerrero, Jr..

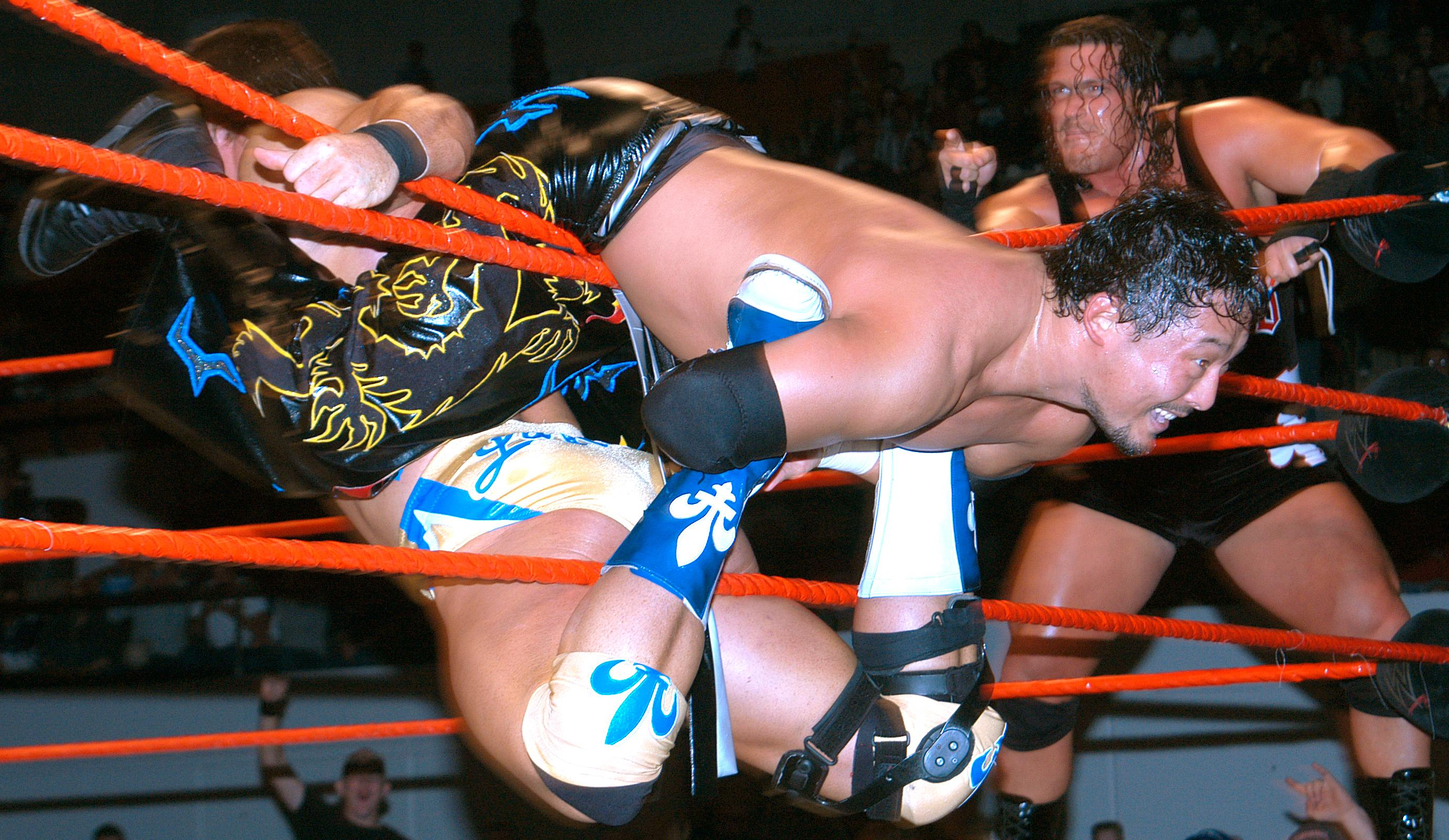
Yoshihiro Tajiri a fazer Tarantula.

Em dezembro de 2003, Tajiri lançou sua autobiografia,  Tajiri: O Buzzsaw japonês , no Japão. O livro narra sua carreira de wrestling, dos circuitos mexicana e japonesa para ECW e WWF/WWE. Escrito inteiramente em japonês, foi o primeiro livro publicado pela WWE num idioma diferente do Inglês.

#### Várias histórias e saída (2004-2005)
Em 2004, ele teve duas chances de ganhar uma opurtunidade pelo WWE Champion. A sua primeira chance foi na Royal Rumble 2004, onde o vencedor ganharia um combate pelo titulo na WrestleMania XX, mas foi eliminado por Rhyno. A sua segunda chance foi numa batalha royal na Smackdown!, em que o vencedor teria de enfrentar o então campeão Brock Lesnar no ppv No Way Out. No entanto, ele perdeu mais uma vez depois de ter sido eliminado pelo Big Show.
Seguindo a WrestleMania XX, Tajiri foi para a Raw, onde ele virou o rosto mais uma vez e rivalizou com o grupo de Eric Bischoff, Jonathan Coachman e Lance Cade. Ele teve uma rivalidade com o grupo Evolution numa boa parte de 2004. Também nesse ano, ele formou uma equipa com Rhyno. Esta equipa dissolveu-se em silêncio depois de uma tentativa fracassada para ganhar os WWE Tag Team Championship aos La Résistance em Unforgiven. Em 4 de fevereiro de 2005, na Saitama Super Arena, Tajiri uniu-se com William Regal para derrotar os La Résistance pelos World Tag Team Championship num episódio da  Raw . Depois de várias defesas contra La Resistance (entre outros), o seu reinado terminou em 1 de Maio na Backlash, quando foram eliminados num combate de uma numa tag team turmoil pela La Résistance.
Tajiri perdeu num combate de três pessoas (que também contou com Little Guido) e Super Crazy na ECW One Night Stand 2005 em 12 de junho. Mais tarde naquele ano, ele formou uma equipa de curta duração com Eugene. Em dezembro de 2005, Tajiri deixou a WWE, afirmando que ele queria tentar tornar-se um jornalista e passar mais tempo com a sua esposa e família no Japão. O seu último jogo na WWE televisionado foi quando perdeu contra Gregory Helms na  Heat . Após a partida, ele recebeu uma ovação de pé como uma despedida.

#### Aparições esporádicas (2006, 2008)
Tajiri voltou para uma aparência de uma noite na WWE ECW One Night Stand 2006 ppv, em parceria com Super Crazy para ir The Full Blooded Italians (FBI) e perderam. Em 12 de fevereiro de 2008, Tajiri fez uma aparição numa espétaculo da casa da WWE em Tóquio, onde acompanhou William Regal ao ringue para uma combate contra o Ric Flair, que o Regal perdeu. Tajiri também apareceu na WWE WrestleMania Revenge Tours mostrado na Inglaterra.

### Hustle (2006–2010)

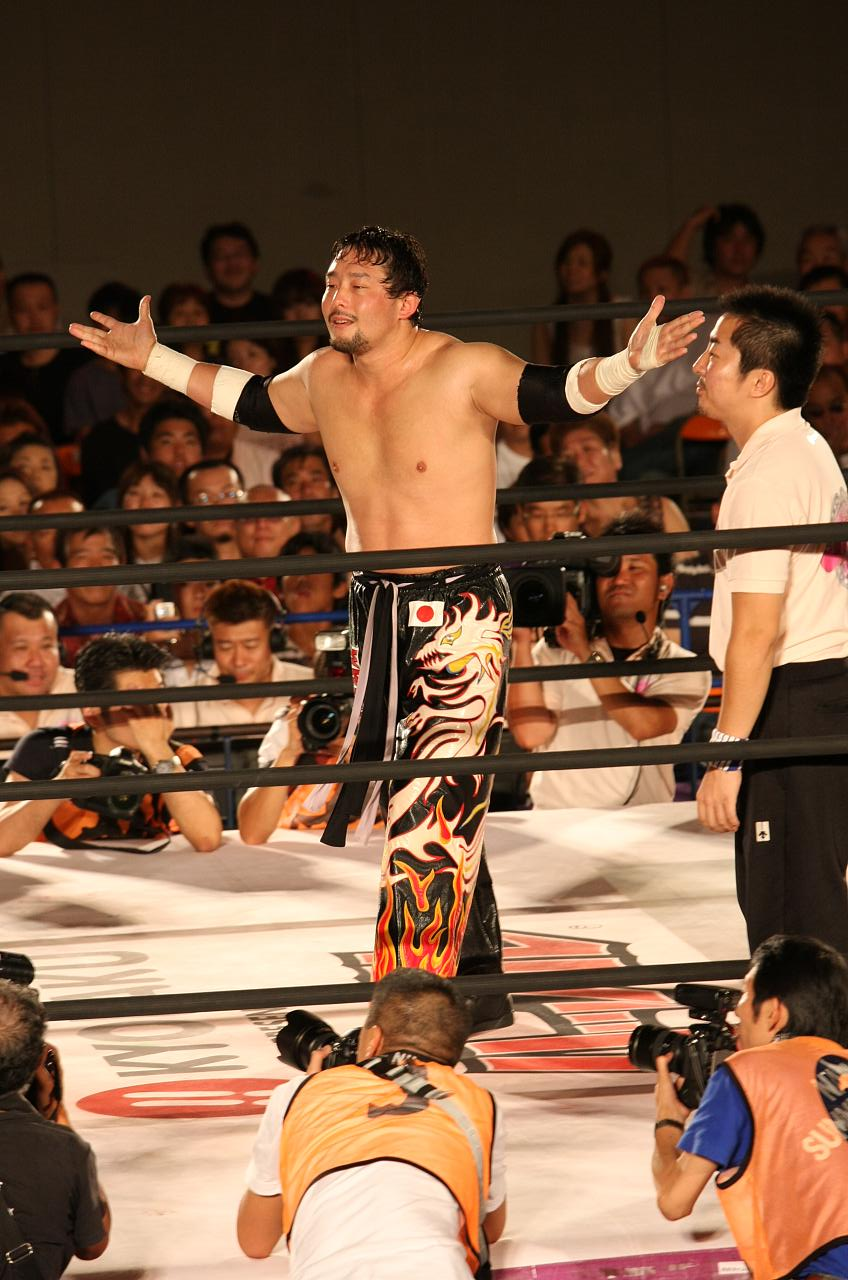
Tajiri a lutar na HUSTLE.

Tajiri voltou ao Japão veio para a HUSTLE no dia 5 de março de 2006 e derrotou Kohei Sato, The Monster PTA e Yoji Anjo com o Razor Ramon Hard Gay e o Shinjiro Otani . Na promoção Hustle, ele foi originalmente alinhado como um dos bons no Exército Hustle, um grupo que defende o desporto de luta profissional contra os Monster Army (liderado por Monster General e Monster K , que iam destruir o desporto). No entanto, ele foi hipnotizado por Yinling em juntou-se ao Monster Army. Em 2006, Tajiri levou Yujiro Kushida sob a sua asa e treinou-o, enquanto na Hustle e participou em vários combates de equipas e torneios de equipas, também tiveram vários combates uns contra os outros. Ele também participou na HUSTLE GP, o único torneio da Hustlle, mas foi eliminado do torneio na primeira ronda por Wataru Sakata. A sua última aparição para Hustle Tajiri derrotou Muscle Sakai num cobate de dua das três quedas que Tajiri ganhou 2-1.

### All Japan Pro Wrestling (2006–2007, 2011)
Tajiri fez a sua estréia na All Japan Pro Wrestling numa tentativa perdida contra o The Great Muta no entanto, ele fez ganhar o respeito de Muta. Tajiri e Muta juntar-se para alguns combates, o mais notável dos quais foi contra Kaz Hayashi e Satoshi Kojima quando o par usou tinta asiática dupla para conseguir a vitória.
Tajiri foi um candidato para um título na All Japan Pro Wrestling ao longo de 2007, incluindo uma rivalidade com o AJPW Triple Crown Heavyweight Champion Minoru Suzuki. Esta rivalidade começou em 30 de março de 2007, na  Champion Carnaval de 2007  no evento final, após a sua vitória de Tajiri sobre Suzuki via countout quando Tajiri amarrou o pé de Suzuki contra o corrimão, e roubou os titulos do Triple Crown Heavyweight Championship depois do combate. Por causa de Tajiri recusar de devolver os títulos, Suzuki criou titulos de papel para representar temporariamente os seus titlos. Tajiri oposiçou Suzuki novamente em 22 de abril de 2007, num combate de equipas, no qual Tajiri insultou Suzuki repetidamente. Na conclusão do combate, Suzuki (depois de perder o combate por causa da Tarantula) perseguiu Tajiri à volta do Korakuen Hall, apenas para Tajiri saltar do corrimão e roubar os cintos de papel. Dias depois, Tajiri devolveu os títulos em troca de uma opurtunidade pelos títulos em 30 de abril de 2007, onde ele não teve êxito. Tajiri também uniu-se com The Great Muta para derrotar Kohei Suwama e Scott Steiner.
Tajiri voltou a All Japan Pro Wrestling em 2011 para juntar-se com The Great Muta e Kenso numa perda derrrota contra os Partisian Forces (Masakatsu Funaki e Minoru Suzuki) e KAI. Tajiri, então, trousse uma das maiores estrelas da SMASH para AJPW para um evento de uma noite em que ele e os seus parceiros AKIRA e Starbuck derrotaram BUSHI, Keiji Muto, e Shuji Kondo.

### New Japan Pro Wrestling (2009–2011)
Durante o verão de 2009, Tajiri invadiu a New Japan Pro Wrestling, onde começou uma rivalidade com o IWGP Heavyweight Champion Hiroshi Tanahashi, atacando-o com a tinta verde após a sua defesa do título contra Takashi Sugiura. Tajiri participou na G1 Climax 2009 e ganhou o seu primeiro combate do torneio e seu primeiro combate no seu retorno.Em 13 de agosto Tajiri derrotou o IWGP Heavyweight Champion num combate que não era pelo título no torneio da G1 Climax, depois de usar a tinta verde. Tajiri terminou o torneio com apenas quatro pontos, terminando inferior do bloco A. Hustle faliu em outubro de 2009, após o qual Tajiri começou a lutar para NJPW em tempo inteiro. Ele marcou mais duas vitórias sobre o agora ex- IWGP Heavyweight Champion em vários combates de equipas, mas no final perdeu num combate, quando Tanahashi venceu-lhe justamente num combate simples em 5 de dezembro. Depois, Tajiri concentrou-se nos Seigigun, liderado por Yuji Nagata. Em 4 de janeiro de 2010, em Wrestle Kingdom IV no Tokyo Dome Tajiri uniu-se com o colega da ECW Masato Tanaka e juntos eles derrotaram os Seigigun (Nagata e Akebono, quando Tajiri derrotou Nagata após a tinta verde e um pontapé Buzzsaw. Em 14 de Fevereiro Nagata derrotou Tajiri num combate simples em menos de cinco minutos, aparentemente para acabar com a rivalidade e tirar Tajiri da empresa. Em 19 de junho, na Dominion 6,19, Tajiri voltou para a New Japan, virando para um dos bons ao salvar o ex-rival Hiroshi Tanahashi de Toru Yano e Takashi Iizuka e ajudou Tanahashi a rapar a cabeça de Yano após a sua luta Cabelo contra cabelo. Em 28 de junho Tajiri, Tanahashi e Kushida entrou na J Crown Sports Openweight 6 Man Tag Tournament, onde fizeram todo o caminho para as finais em 30 de junho, antes de serem derrotados por Príncipe Devitt, Ryusuke Taguchi e Hirooki Goto. Em outubro e novembro de 2010, Tajiri uniu-se com Tanahashi, na New Japan G1 Tag League 2010. Depois de um forte início no torneio, Tajiri e Tanahashi foram derrotados pelos IWGP Tag Team Champions Bad Intentions (Giant Bernard e Karl Anderson) em 6 de novembro, o último dia da fase de grupos, e ficaram em terceiro lugar no seu bloco, perdendo as semifinais do torneio.

### Smash (2010–2012)
Tajiri foi então colocado no comando da SMASH, numa nova promoção ao substituir o lugar da Hustle. A promoção realizou o seu primeiro espétaculo em 26 de março de 2010, Tajiri lutou dois combates na primeira noite, a primeira das quais foi um combate hardcore que foi recentemente libertado da WWE Tommy Dreamer, que ele perdeu e, em seguida, ele derrotou Mentallo. Mais tarde, na mesma noite Tajiri e Dreamer salvoaram Kushida da Leatherface. Também para terminar a apresentação de Dreamer estava honrar Tajiri e Tajiri derramou em lágrimas. Em 25 de fevereiro de 2011 Tajiri deu a sua benção a Kushida para deixar SMASH e tornar-se um membro de tempo inteiro da lista da New Japan no início em 1 de Abril. Em 2010, Tajiri, juntamente com outros talentos da SMASH fizeram aparições nocruzamento na promoção finlandesa Fight Club Finland (FCF). Na SMASH.3 em 29 de maio de 2010, Tajiri derrotou Valentine para ganhar o FCF Finnish Heavyweight Championship pela primeira vez. Ele perdeu o título para Starbuck em 24 de julho na SMASH.6, antes de recuperar-lo em 22 de Novembro de 2010, às SMASH.10. Na SMASH.12 Tajiri defendeu com sucesso seu título contra Super Crazy, mas perdeu o título mais tarde na mesma noite para Michael Kovac na SMASH.13. Em 8 de setembro, na SMASH.21, Tajiri derrotou AKIRA nas semifinais do torneio do SMASH Championship. Em 28 de outubro, Tajiri foi derrotado nas finais do torneio por Starbuck. Em 10 de fevereiro de 2012, Smash anunciou que a promoção ia falir após o evento 14 de março, após um desentendimento entre Tajiri e o financiador Masakazu Sakai. Em 19 de fevereiro na SMASH.25, Tajiri desafiou sem sucesso Dave Finlay pelo Campeonato SMASH. Em 14 de março, Tajiri lutou o seu ultimo combate na SMASH, onde ele e AKIRA derrotaram Hajime Ohara e Starbuck. Após o combate, Tajiri anunciou sua intenção de começar uma nova promoção.

### Wrestling New Classic (2012–2014)
Em 5 de abril de 2012, Tajiri anunciou que a sua promoção, Wrestling New Classic (WNC), que iria realizar seu primeiro evento em 26 de abril. Em 26 de abril, Tajiri foi derrotado por Akira no evento principal do primeiro evento de WNC. No segundo evento de WNC em 24 de maio, Tajiri reuniu-se com o ex-parceiro de equipa da ECW, Mikey Whipwreck, para derrotar Gedo e Jado num combate de equipas hardcore. Em 22 de junho, o parceiro de longa data de Tajiri Akira traiu-o e, no mês seguinte, formou uma nova aliança com Starbuck e Syuri. Tajiri, Hajime Ohara e Kana os três parceiros, formaram uma aliança de seus próprios para combater a três, mas foram em derrotados em 2 de Agosto no primeiro combate entre os dois grupos. Após o combate, Ohara também traiu Tajiri e WNC, formando uma nova parceria com a nova lutadora Nagisa Nozaki. Em 30 de agosto, Tajiri uniu-se com Kana e retornando Mikey Whipwreck numa Deathmatch de arame farpado, onde foram derrotados por Akira, Starbuck e Syuri. Tajiri, Kana e Whipwreck também foram derrotados numa vingança no dia seguinte, em Osaka. Na segunda vingnaça em 1 de Setembro, Whipwreck fez pin ao Starbuck para a vitória, no processo terminou as vitórias seguidas do trio de vilões. Em 20 de setembro, Tajiri derrotou Syuri num combate misto no Korakuen Hall. Em 26 de outubro, Tajiri entrou no torneio pelo WNC Championship derrotando Carlito na primeira partida ronda. Em 28 de novembro, Tajiri derrotou Hajime Ohara para avançar para as finais do torneio. Em 27 de dezembro Tajiri foi derrotado nas finais do torneio por Akira. Em 8 de agosto, 2013, Tajiri derrotou Osamu Nishimura na sua cidade natal Kumamoto para tornar-se o terceiro campeão da WNC. Depois de cinco defesas do título bem sucedidas, Tajiri perdeu o título para Starbuck em 27 de fevereiro de 2014. Em 18 de Junho, 2014, Tajiri anunciou que WNC ia fechar em 26 de junho. A partir de 1 de julho seis ex-lutadores da WNC, Tajiri incluído, foram transferidos para a promoção Wrestle-1.

### Wrestle-1 (2014–2016)
Tajiri lutou o seu primeiro combate sob um contrato com a Wrestle-1 em 6 de julho de 2014, ao fazer parceria com Yusuke Kodama num combate de equipas, onde derrotaram a equipa Total Nonstop Action Wrestling (TNA) que era Ethan Carter III e Rockstar Spud. através da relação de trabalho da Wrestle-1 com a TNA, Tajiri trabalhou em agosto na Impact Wrestling em Nova Iorque, e derrotou Robbie E no dia 5 de agosto, ele trabalhou em dois combates em 7 de agosto com o Austin Aries e perderam para James Storm e Sanada no primeiro e a perder para o Aries num combate, que também incluiu Abyss , Mr. Anderson e MVP, no segundo. Em 22 de setembro, Tajiri entrou no torneio do Wrestle-1 Championship, mas foi derrotado na primeira partida ronda por Masakatsu Funaki. Tajiri, em seguida, entrou numa rivalidade, onde ele começou a ajudar a Funaki treinar para o seu combate nas semifinal no torneio. No entanto, em 8 de Outubro, Tajiri traiu Funaki, custando-lhe o combate na semifinal contra Masayuki Kono. Depois do combate, Tajiri foi anunciado como o mais novo membro do grupo vilão Desperado. Em 12 de outubro, Tajiri trabalhou na TNA Bound for Glory no evento em Tóquio, na parceria com o The Great Muta no evento principal de equipas, onde derrotaram James Storm e The Great Sanada. Em novembro, Tajiri e Masayuki Kono participaram na Primeira Tag League Greatest, definido para determinar os primeiros Wrestle-1 Tag Team Champions, onde ganhou o seu bloco com um registro limpo de quatro vitórias e zero derrotas, avançando para as semifinais. Em 30 de novembro, Tajiri e Kono foram eliminados do torneio na semifinal por Akira e Manabu soja. Em 16 de maio de 2015, Tajiri derrotou Minoru Tanaka num evento na Wrestle-1 para capturar o EWP Intercontinental Championship. Uma semana depois, Tajiri desafiou sem sucesso Tanaka pelo Wrestle-1 Cruiser Division Championship. Em 30 de maio, Tajiri perdeu o EWP Intercontinental Champion devolta para Tanaka num combate de Título vs. Título também contestado pelo Wrestle-1 Cruiser Division Championship. Após o combate, os Desperado trairam o Tajiri e expulsáram-lhe para fora do grupo. Em 19 de junho, a Wrestle-1 anunciou uma nova situação contratual para Tajiri, que iria vê-lo trabalhar apenas esporádicos nos eventos da Wrestle-1 a partir de Julho, devido à procura de uma nova carreira como acupunturista no exterior. Em 31 de janeiro, 2016, Tajiri, Kaz Hayashi e Minoru Tanaka ganharam os desocupados UWA World Trios Championship e mais tarde perderam os títulos e mais tarde foi se embora para se tornar um freelancer.

## No wrestling
- Movimentos de Finilização
  - Brainbuster – ECW

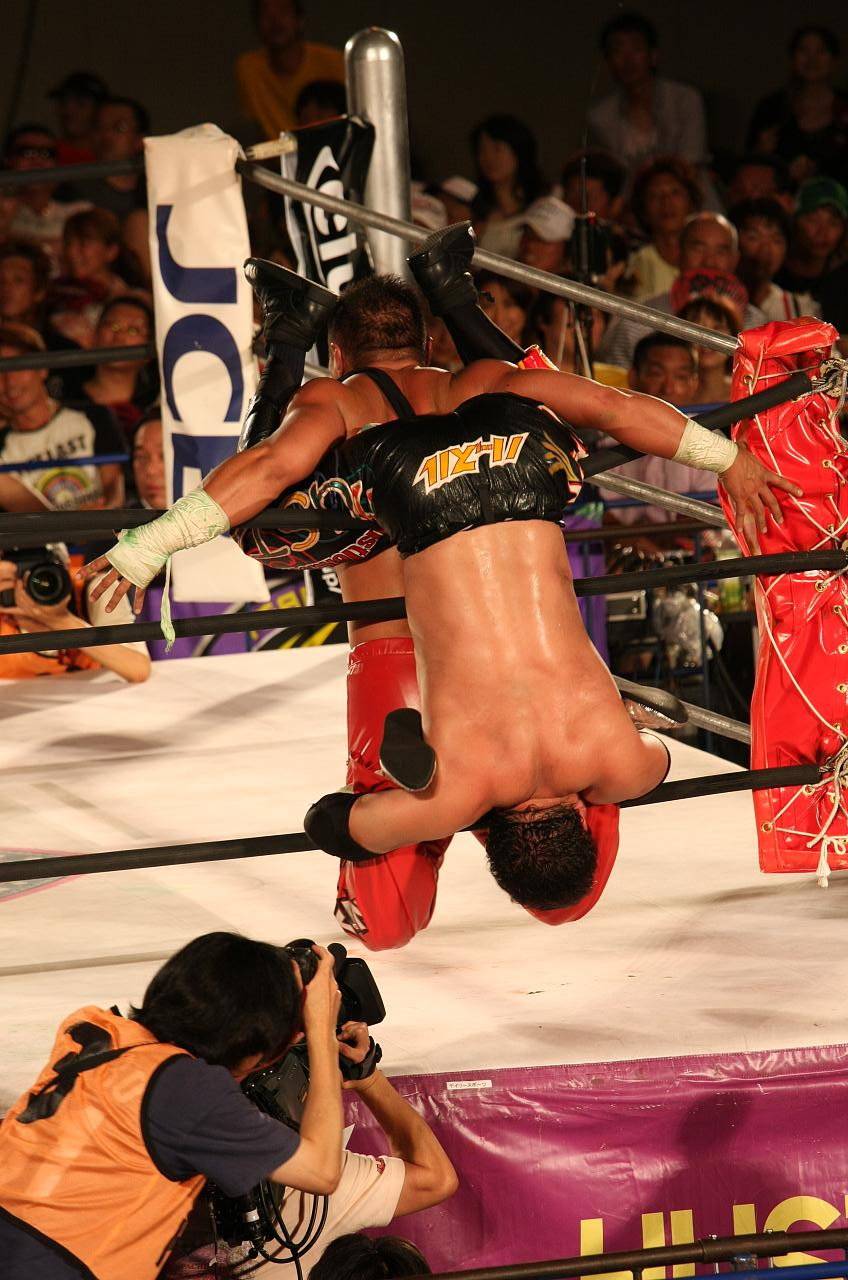
Tajiri a fazer a Tarantula no Wataru Sakata.

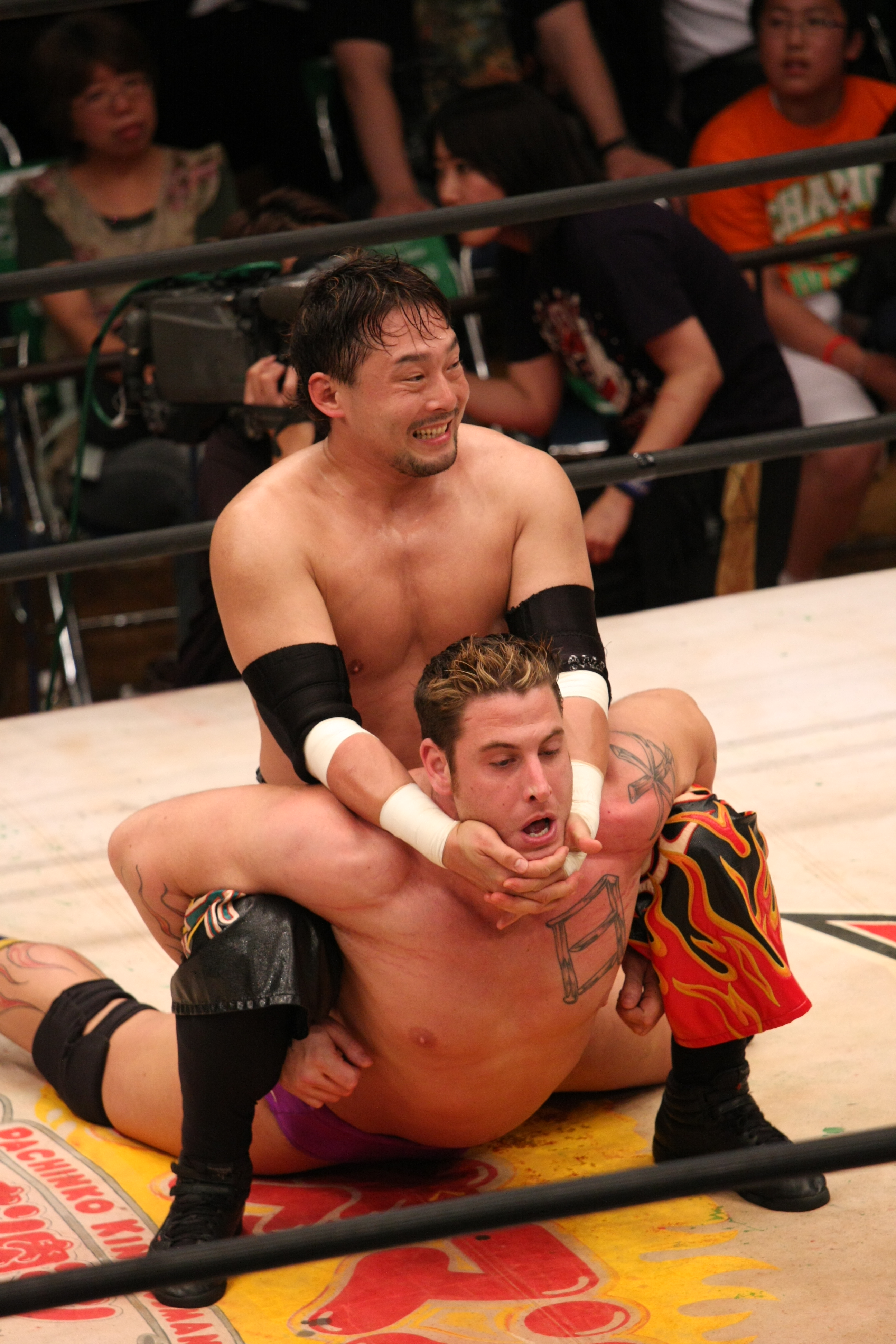
Tajiri a fazer o camel clutch no René Duprée.

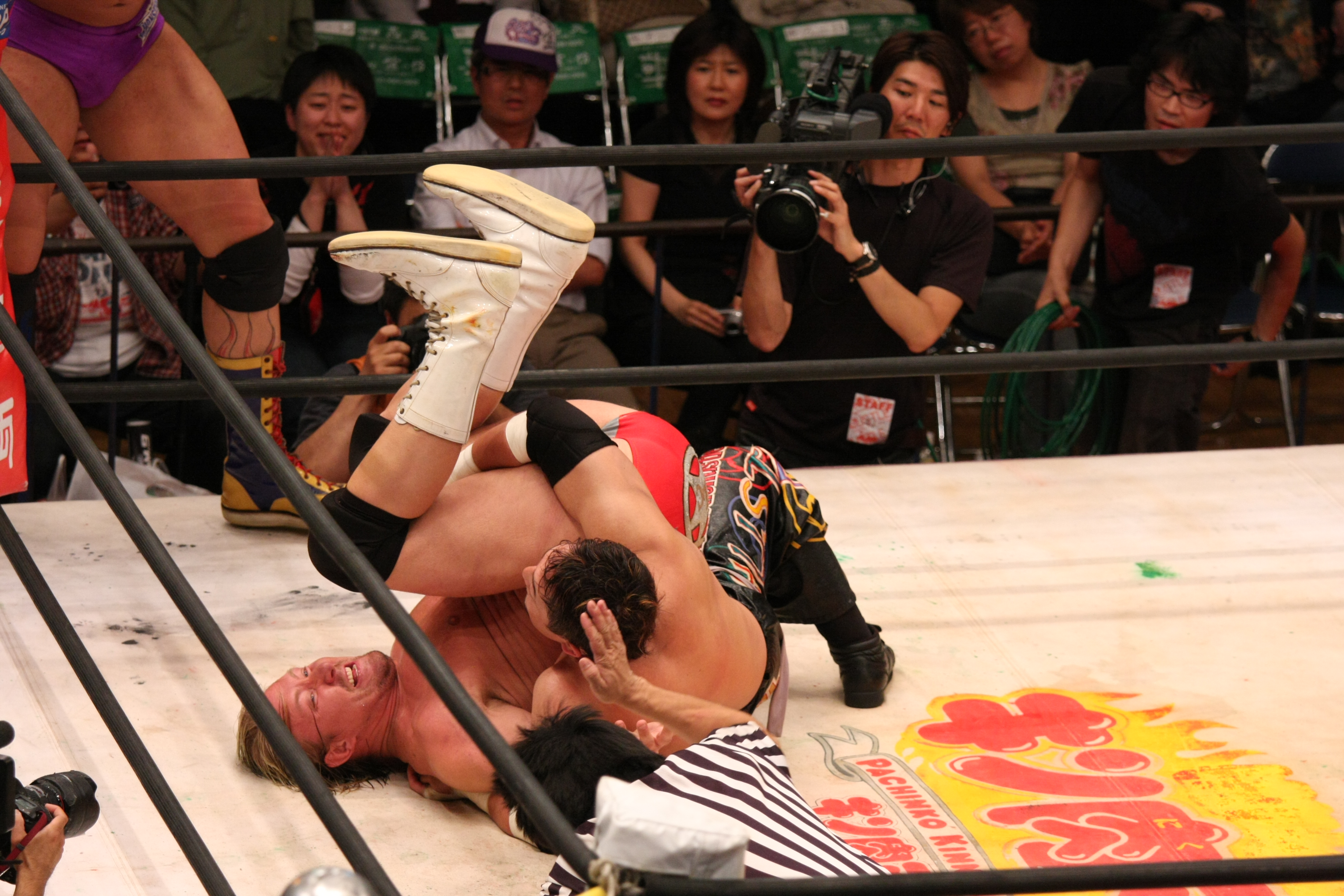
Tajiri a rolar o Lance Cade.

  - Buzzsaw Kick (Alta velocidade roundhouse kick para a cabeça de um, de joelhos ou subir oponente sentado)
- Movimentos de Secundários
  - Dragon suplex
  - Flip-over DDT, com um powerbomb revertido
  - Tinta verde
  - Handspring back elbow
  - Multiplas variasões de pontapés
  - Octopus stretch
  - Shining wizard
  - Springboard moonsault fora do ringue
  - Tarantula (Rope-hung Boston crab) – Inovado
- Acompanhantes
  - Cyrus
  - William Regal
  - The Sinister Minister
  - Torrie Wilson
  - Jack Victory
  - Akio
  - Sakoda
  - Steve Corino
  - Banzai Chie
- Nicknames
  - "The Japanese Buzzsaw"
  - "Hustle Buzzsaw"
- Temas de entrada
  - "Smack My Bitch Up" por The Prodigy (ECW)
  - "Just Got Wicked" por Cold
  - "T.I.W." by Harry Slash & The Slashtones (ECW)
  - "Sinister Music" por Boner (ECW; usado enquanto parte de the Unholy Alliance)
  - "Imperial City" por Jesus Mercedes da Extreme Music Library (WWF/E; 2001–02; 2017–presente)
  - "Asiattacker" por Jim Johnston (WWE / NJPW / Hustle / Smash / WNC)

### Lutadores que treinou
- Hiroki Murase[3]
- Jiro Kuroshio[3]
- Josh O'Brien[3]
- Kaho Kobayashi[3]
- Koharu Hinata[3]
- Koji Doi[3]
- Lin Byron[3]
- Makoto[3]
- Masaya Takahashi[3]
- Minoru Fujita[3]
- Mitoshichi Shinose[3]
- Rionne Fujiwara[3]
- Syuri[3]
- Yoshihiro Horaguchi[3]
- Yusuke Kodama[3]

## Campeonatos e Prémios
- Big Japan Pro Wrestling
  - BJW Junior Heavyweight Championship (1 vez)
  - BJW Tag Team Championship (2 vezes) – com o Ryuji Yamakawa
- Combat Zone Wrestling
  - CZW World Heavyweight Championship (1 vez)
- Consejo Mundial de Lucha Libre
  - CMLL World Light Heavyweight Championship (1 vez)1[4]
- Extreme Championship Wrestling
  - ECW World Television Championship (1 vez)[5]
  - ECW World Tag Team Championship (1 vez) – com o Mikey Whipwreck[6]
- Fight Club Finland
  - FCF Finnish Heavyweight Championship (2 vezes)[7][8][9]
- International Wrestling Association
  - IWA Hardcore Championship (1 vez)
- Pro Wrestling Illustrated
  - PWI ranked him #23 dos 500 melhores singles lutadores da PWI 500 em 2002[10]
- Tokyo Sports
  - Prémio Especial (2001)[11]
- World Wrestling Federation / World Wrestling Entertainment
  - WCW United States Championship (1 vez)2[12]
  - WWF Light Heavyweight Championship (1 vez)[13]
  - WCW/WWF/E Cruiserweight Championship (3 vezes)[14][15][16]
  - WWE Tag Team Championship (1 vez) – com Eddie Guerrero[17]
  - World Tag Team Championship (1 vez) – with William Regal[18]
- Wrestle-1
  - EWP Intercontinental Championship (1 vez)
  - UWA World Trios Championship (1 vez) – com Kaz Hayashi e o Minoru Tanaka
- Wrestling New Classic
  - WNC Championship (1 tvez)

1 Reinado do titulo não reconhecido pela CMLL.
2 Ganhou durante o enredo da Invasion.

## Curiosidades

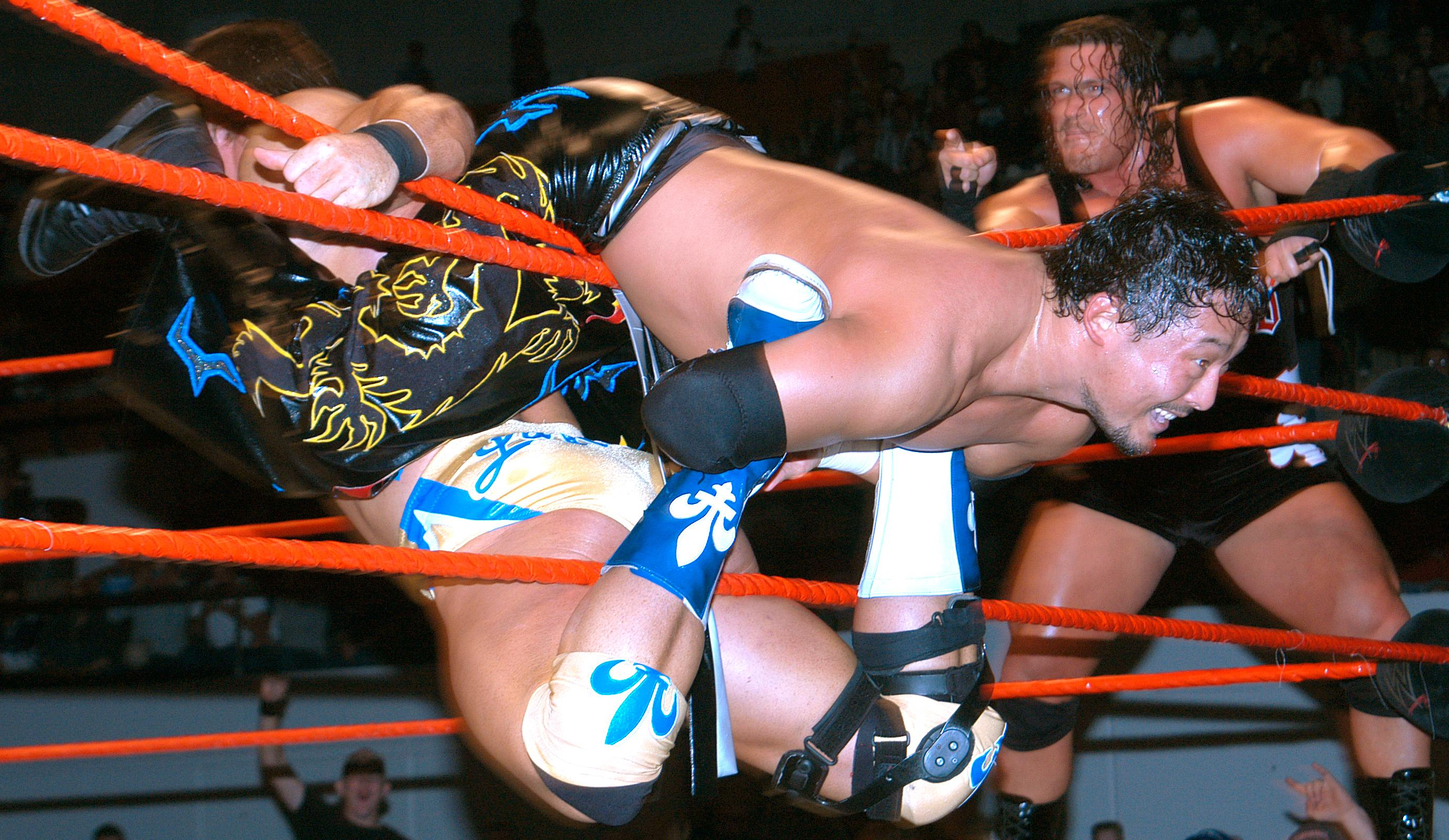
Yoshihiro Tajiri fazendo o Tarantula.

- É o inventor do golpe Tarantula, como mostra a imagem.
- Teve o reinado mais longo como Campeão de Pesos-Leves da WCW, título conquistado durante a The Invasion storyline.
- Além da ECW e WWF (WWE), Tajiri passou por organizações conhecidas como, por exemplo, Combat Zone Wrestling, Consejo Mundial de Lucha Libre e International Wrestling Association.
- Apesar do seu leve peso (95 kg), conquistou seis vezes títulos diferentes na WCW/WWF/WWE.